# Warrior (Osprey)
Pour les articles homonymes, voir Warrior.
Warrior est une série de livres consacrée à l’histoire militaire publiée par l’éditeur britannique Osprey Publishing.

## Généralités
Les livres de la série Warrior (guerrier) sont consacrés à l’histoire militaire depuis les Romains jusqu’aux conflits contemporains. Le texte des études est complété par des dessins spécialement conçus pour la publication ainsi que par des photographies en noir et blanc.
La série apparait en 1993 avec les titres Norman Knight AD 950–1204 et Confederate Infantryman 1861–65. Le no  100 Nelson's Sailors paraît pour le bicentenaire de la bataille de Trafalgar en 2005.

## Journalistes
Parmi les contributeurs à la série Warrior figurent, pour le texte, et par nombre décroissant d’apparitions, Gordon L Rottman, David Nicolle, Terry Crowdy, Christopher Gravett, Gordon Williamson, Nic Fields, Stephen Turnbull, Ed Gilbert, Philip Katcher, Stuart Reid ainsi que Christa Hook, Adam Hook, Steve Noon (en), Howard Gerrard, Gerry Embleton (en), Angus McBride, Graham Turner, Velimir Vuksic, Wayne Reynolds, Elizabeth Sharp, Raffaele Ruggeri, Richard Hook, John White, Seán Ó'Brógáin pour les illustrations.